# Ambuquí
Ambuquí es una parroquia rural del cantón Ibarra, provincia de Imbabura. Está situada en la región del Valle del Chota.

## Historia
Se dice que antiguamente estuvo habitada por una tribu indígena de procedencia caranqui, cuyo jefe era el cacique Ambuco, al cual debe su nombre. Posteriormente se formó un caserío con pobladores que llegaron a ella procedentes de regiones no muy lejanas y que empezaron a habitarla formando una comunidad próspera y trabajadora.

## Ubicación
Se ubica a 34 km al noreste de Ibarra, dentro del Valle del Chota, a una altitud de 1500 m s. n. m.

## Flora y fauna
Las variedades en flora que se pueden encontrar por la zona son: tuna, eucalipto, fréjol, tomate, ovos, etc. Entre los ejemplares de fauna están: lagartijas, colibrí, mirlo, guiragchuro, entre otras más.

## Economía
Se dedican a la agricultura, y es considerada una de las principales productoras de spondias purpurea, fruto conocido en Ecuador como ovo.
- Datos: Q18478634